# Craig Siebert
Craig Preston Siebert (* 10. Dezember 1951 in White Plains; † 26. Juli 1991 in North Tarrytown) war ein US-amerikanischer Autorennfahrer. 

## Karriere
Craig Siebert war in den frühen 1980er-Jahren im nordamerikanischen Sportwagensport aktiv. 1981 und 1982 wurde er jeweils Gesamtzweiter beim 24-Stunden-Rennen von Daytona. 1982 war überhaupt sein erfolgreichstes Rennjahr. Als Fahrer im Team von Bob Akin beendete er das 6-Stunden-Rennen von Riverside als Vierter und wurde Dritter beim 500-km-Rennen von Charlotte.

## Statistik

### Le-Mans-Ergebnisse
| Jahr | Team                  | Fahrzeug      | Teamkollege | Teamkollege | Platzierung | Ausfallgrund |
| ---- | --------------------- | ------------- | ----------- | ----------- | ----------- | ------------ |
| 1981 | Bob Akin Motor Racing | Porsche 935K3 | Bob Akin    | Paul Miller | Ausfall     | Elektrik     |

### Sebring-Ergebnisse
| Jahr | Team                  | Fahrzeug         | Teamkollege | Teamkollege  | Platzierung | Ausfallgrund |
| ---- | --------------------- | ---------------- | ----------- | ------------ | ----------- | ------------ |
| 1980 | Fassler-Mullen Racing | Porsche Carrera  | Jim Mullen  | Paul Fassler | Ausfall     | Defekt       |
| 1981 | Bob Akin Motor Racing | Porsche 935K3    | Derek Bell  | Bob Akin     | Ausfall     | Motorschaden |
| 1982 | Bob Akin Motor Racing | Porsche 935K3/80 | Derek Bell  | Bob Akin     | Rang 12     |              |